# Hypsolyrium jiangxiensis
Hypsolyrium jiangxiensis är en insektsart som beskrevs av Yuan och Xu. Hypsolyrium jiangxiensis ingår i släktet Hypsolyrium och familjen hornstritar. Inga underarter finns listade i Catalogue of Life.